# 탄수화물

젖당은 동물의 젖에서 발견되는 이당류이다. 젖당은 D-갈락토스와 D-포도당이 β(1→4) 글리코사이드 결합으로 연결된 구조이다.

탄수화물(炭水化物, 영어: carbohydrate)은 탄소(C), 수소(H), 산소(O) 원자로 구성된 다당류 생체분자로 보통 수소 원자 : 산소 원자의 비율이 2 : 1이며, 일반적으로 Cm(H2O)n으로 나타낼 수 있다(여기서 m과 n은 다를 수 있다). 이러한 화학식은 단당류에서도 적용된다. 몇 가지 예외가 있는데, 예를 들어 DNA의 당 성분인 디옥시리보스는 화학식이 C5H10O4이다. 탄수화물은 기술적으로 탄소의 수화물이다. 구조적으로 알도스 및 케토스로 탄수화물을 보는 것이 더 정확하다.
"탄수화물"이란 용어는 생화학에서 가장 흔한 용어 중 하나인데, 탄수화물은 당류(糖類, saccharide)의 동의어로 당, 녹말, 셀룰로스 등을 포함하는 그룹이다. 탄수화물은 단당류, 이당류, 올리고당류 및 다당류의 4가지 화학 그룹으로 분류된다. 가장 작은(저분자량) 탄수화물인 단당류 및 이당류는 일반적으로 당 또는 당류(糖 또는 糖類, sugars)로 언급된다. "당류(saccharide)"라는 단어는 "당(sugar)"을 의미하는 그리스어 σάκχαρον (sákkharon)에서 유래되었다. 탄수화물의 과학적 명칭은 복잡하지만 단당류 및 이당류의 이름은 단당류인 포도당(glucose), 과당(fructose), 이당류인 설탕(sucrose), 젖당(lactose)에서와 같이 접미사 "-ose"로 끝나는 경우가 많다.
탄수화물은 생물에서 다양한 역할을 수행한다. 다당류는 에너지 저장(예: 녹말, 글리코젠) 및 구조적인 성분(예: 식물의 셀룰로스, 절지동물의 키틴)으로 역할을 한다. 5탄당인 리보스는 조효소(예: ATP, FAD, NAD+)의 주요 성분이며, 유전 물질인 RNA의 골격을 구성하는 성분이다. 디옥시리보스는 DNA의 구성 성분이다. 탄수화물과 탄수화물 유도체에는 면역계, 수정, 발병 예방, 혈액 응고 및 발생에서 중요한 역할을 하는 다른 많은 생체분자들이 포함된다.
녹말과 당(sugar)은 사람의 식단에서 가장 중요한 탄수화물이다. 녹말과 당은 다양한 자연 식품 및 가공 식품에서 발견된다. 녹말은 다당류로 곡물(밀, 옥수수, 쌀), 감자 및 빵, 피자와 같은 밀가루를 기본으로 한 가공 식품에 풍부하다. 당은 사람의 식단에서 주로 설탕(사탕수수 또는 사탕무에서 추출한 수크로스), 젖당(우유에 풍부), 포도당과 과당(둘 다 꿀, 많은 과일, 일부 채소에 자연적으로 포함되어 있음)으로 나타난다. 설탕, 우유, 꿀은 종종 잼, 비스킷, 케이크와 같은 여러 음식과 음료에 첨가된다.
모든 식물의 세포벽에서 발견되는 다당류인 셀룰로스는 불용성 식이 섬유의 주성분 중 하나이다. 불용성 식이 섬유는 소화되지는 않지만, 배변을 용이하게 하여 소화계를 건강하게 유지할 수 있게 도와준다. 식이 섬유에 함유된 다른 다당류에는 저항성 녹말과 이눌린이 포함된다. 이들 다당류들은 대장의 미생물총 중 일부 세균에 영양을 공급하고, 이들 세균에 의해 대사되어 짧은 사슬 지방산을 생성한다.

## 용어
과학 문헌에서 "탄수화물(carbohydrate)"이라는 용어는 "당(sugar)" (넓은 의미에서), "당류(saccharide)", "-오스(-ose)", "당질(glucide)", "탄소의 수화물(hydrate of carbon)", "폴리하이드록시 알데하이드(polyhydroxy aldehyde)" 또는 "폴리하이드록시 케톤(polyhydroxy ketone)"과 같은 많은 동의어들을 가진다. 이들 용어들 중 일부, 특히 "탄수화물(carbohydrate)"과 "당(sugar)"은 다른 의미로도 사용된다.
식품과학 및 많은 비공식적인 상황에서 "탄수화물"이라는 용어는 종종 복합 탄수화물(complex carbohydrate)인 녹말이 특히 풍부한 식품(예: 곡물, 빵, 파스타)를 의미하거나, 당처럼 단순 탄수화물(simple carbohydrate)이 풍부한 식품(예: 사탕, 잼, 디저트)를 의미한다.
종종 미국 농무부 식품영양성분 데이터베이스(USDA National Nutrient Database)와 같은 영양성분표의 목록에서 "탄수화물"이라는 용어는 물, 단백질, 지방, 무기염류, 에탄올 이외의 모든 것에 사용된다. 여기에는 일반적으로 탄수화물로 간주되지 않는 아세트산 또는 젖산과 같은 화합물도 포함된다. 또한 식이 섬유는 탄수화물이지만, 식품 에너지(열량)에는 거의 기여를 하지 못한다. 종종 식이 섬유는 당류로 취급되어 식품의 전체 에너지 계산에 포함되기도 한다.
엄격한 의미에서 "당(sugar)"은 단맛이 나고, 물에 잘 녹는 탄수화물을 뜻하며, 이들 중 다수는 음식에 사용된다.

## 구조
화학에서 "탄수화물"이란 용어는 과거에 화학식이 Cm(H2O)n인 화합물에 사용되었다. 이러한 정의에 따라, 일부 화학자들은 포름알데하이드(CH2O)를 가장 단순한 탄수화물이라 간주했었고, 어떤 화학자들은 글리콜알데하이드(C2H4O2)를 가장 단순한 탄수화물이라 간주하기도 했었다. 오늘날 탄수화물은 하나 또는 두 개의 탄소 원자를 가진 화합물을 제외하고, Cm(H2O)n의 화학식에서 벗어난 많은 생물학적 탄수화물들을 포함하는, 생화학적 의미에서 일반적으로 이해된다. 예를 들어, 탄수화물은 종종 N-아세틸기(예: 키틴), 황산기(예: 글리코사미노글리칸), 카복시기(예: 시알산), 디옥시 변형(예: 푸코스, 시알산)과 같은 작용기를 가질 수도 있다.
천연적인 탄수화물은 일반적으로 화학식이 (CH2O)n (여기서 n은 3이상)을 갖는 단당류로 구성된다. 전형적인 단당류는 많은 하이드록시기를 가지고 있는 알데하이드 또는 케톤이며, 보통 알데하이드 또는 케톤 작용기를 갖고 있지 않는 탄소 원자에 하이드록시기가 하나씩 첨가되어 있다. 단당류의 예로는 포도당, 과당, 글리세르알데하이드 등이 있다. 그러나 일반적으로 "단당류"라고 불리는 일부 생물학적 물질들은 이러한 화학식 (CH2O)n 을 따르지 않는다(예: 우론산 및 푸코스와 같은 디옥시당). 그리고 이러한 화학식 (CH2O)n 을 따르지만, 단당류로 간주되지 않는 화학물질들(예: 포름알데하이드(CH2O) 및 이노시톨(C6H12O6)도 있다.
선형의 단당류는 알데하이드/케톤의 카보닐기(C=O)와 하이드록시기(–OH)가 반응하여 헤미아세탈/헤미케탈을 형성하는 고리형과 공존한다.
단당류들은 다양한 방법으로 다당류(또는 올리고당류)를 형성할 수 있다. 많은 탄수화물들은 하나 이상의 작용기가 대체되거나 제거된 하나 이상의 변형된 단당류 단위체를 포함한다. 예를 들어, DNA의 구성 성분인 디옥시리보스는 리보스의 변형이고, 키틴은 글루코스에 질소가 함유된 형태인 N-아세틸글루코사민을 단위체로 하는 중합체이다.

## 분류
탄수화물은 폴리하이드록시알데하이드, 폴리하이드록시케톤, 이들의 단순 유도체 및 아세탈이나 케탈을 갖는 것들의 중합체이다. 탄수화물은 중합된 정도에 따라 분류될 수 있으며, 3가지 주요 그룹인 당, 올리고당류, 다당류로 나눌 수 있다.
| 종류 (DP*)       | 하위 분류       | 해당 범주의 물질들의 예                                  |
| ---------------- | --------------- | -------------------------------------------------------- |
| 당류 (1–2)       | 단당류          | 포도당, 갈락토스, 과당, 자일로스                         |
| 당류 (1–2)       | 이당류          | 수크로스, 젖당, 엿당, 트레할로스, 유당                   |
| 당류 (1–2)       | 폴리올          | 소르비톨, 만니톨                                         |
| 올리고당류 (3–9) | 말토-올리고당류 | 말토덱스트린                                             |
| 올리고당류 (3–9) | 기타 올리고당류 | 라피노스, 스타키오스, 프락토올리고당                     |
| 다당류 (>9)      | 녹말            | 아밀로스, 아밀로펙틴, 변성 녹말들                        |
| 다당류 (>9)      | 비-녹말 다당류  | 글리코젠, 셀룰로스, 헤미셀룰로스, 펙틴, 하이드로콜로이드 |

DP * = 중합의 정도

## 단당류

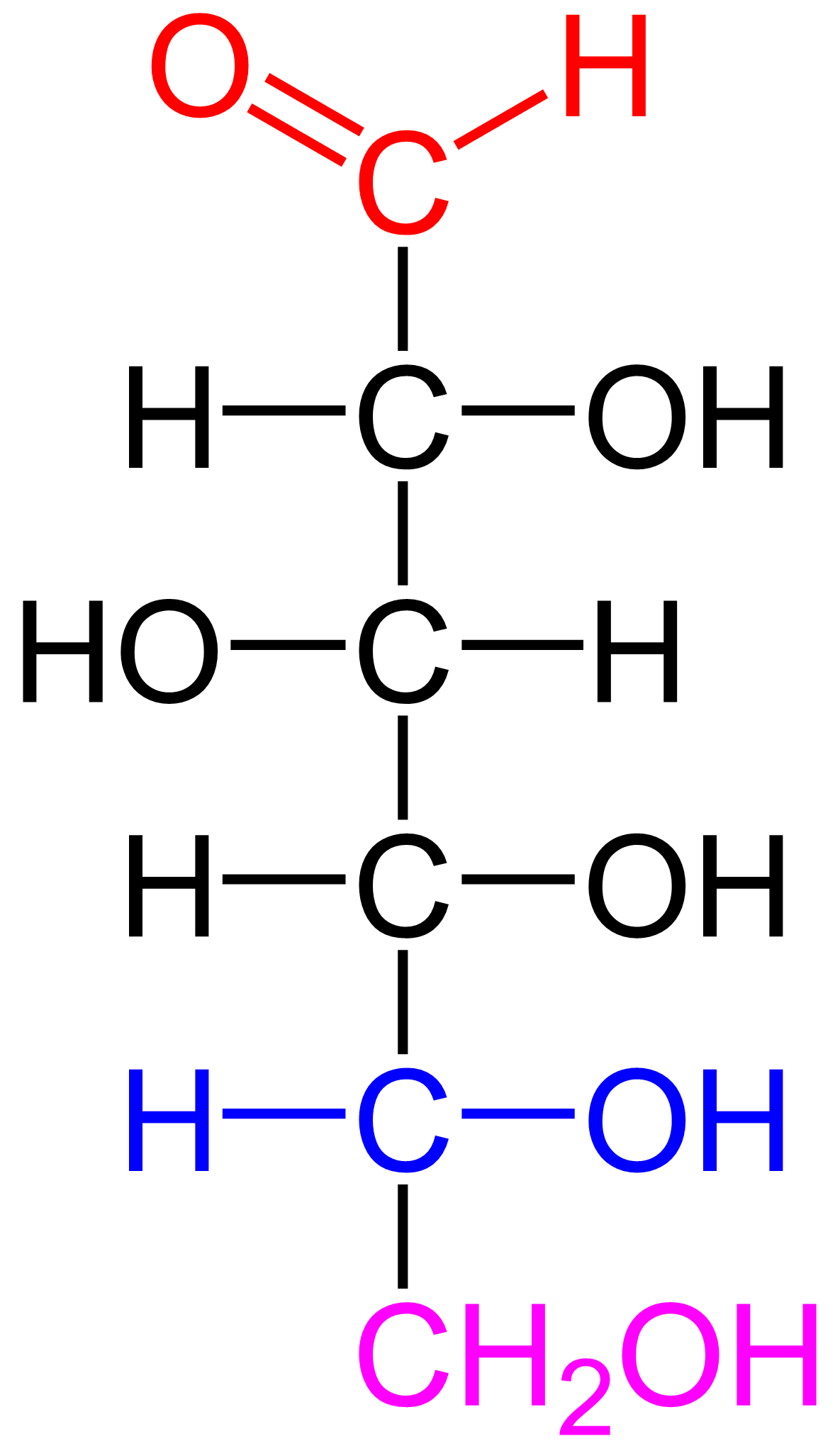
D-포도당은 화학식이 C_{6}H_{12}O_{6}인 알도헥소스이다. 빨간색 원자는 알데하이드이고, 파란색 원자는 알데하이드에서 가장 멀리 떨어져 있는 비대칭 중심을 나타낸다. 피셔 투영식에서 하이드록시기(-OH)가 오른쪽에 위치하기 때문에 D-포도당이다.

단당류는 더 작은 탄수화물로 가수분해될 수 없다는 점에서 가장 단순한 탄수화물이다. 단당류는 2개 이상의 하이드록시기를 갖는 알데하이드 또는 케톤이다. 변형되지 않은 단당류의 일반적인 화학식은 (C·H2O)n이며, 문자 그대로 "탄소 수화물"이다. 단당류는 중요한 연료 분자이자 핵산의 구성 요소이다. n=3인 가장 작은 단당류는 다이하이드록시아세톤, L-글리세르알데하이드, D-글리세르알데하이드이다.

### 단당류의 분류
포도당의 α-아노머 및 β-아노머. 5번 탄소(C-5)에 결합된 CH2OH기에 대한 아노머 탄소의 하이드록시기(적색과 녹색으로 표시된 -OH)의 위치에 주목해야 한다. -OH와 -CH2OH가 고리 평면에 대해 서로 반대쪽(트랜스)에 위치하면 α-아노머이고, 서로 같은 쪽(시스)에 위치하면 β-아노머이다.
단당류는 카보닐기의 위치, 탄소 원자의 수, 키랄 탄소의 세 가지 특성에 따라 분류된다. 단당류의 카보닐기가 알데하이드인 경우는 알도스이고, 카보닐기가 케톤인 경우는 케토스이다. 단당류가 3개의 탄소 원자를 가지는 경우는 삼탄당(트라이오스)이라 부르고, 4개는 사탄당(테트로스), 5개는 오탄당(펜토스), 6개는 육탄당(헥소스)으로 부르는 식이다. 이러한 두 분류 체계(카보닐기의 위치, 탄소 원자의 수)는 종종 결합되어 사용된다. 예를 들어, 포도당은 알도헥소스(6탄소 알데하이드)이고, 리보스는 알도펜토스(5탄소 알데하이드)이며, 과당은 케토헥소스(6탄소 케톤)이다.
하이드록시기(-OH)를 갖는 각 탄소 원자는 첫 번째 탄소와 마지막 탄소를 제외하고는 비대칭이며, 두 가지 가능한 입체 배치(R 또는 S)를 갖는 입체 중심을 형성한다. 이러한 비대칭성으로 인해, 다수의 이성질체가 존재할 수 있다. 예를 들어, 알도헥소스인 D-포도당은 르벨-반트 호프의 규칙(Le Bel-van't Hoff rule)을 사용하여 화학식 (C·H2O)6의 6개의 탄소 원자 중 4개가 비대칭 탄소여서 D-포도당은 24=16가지의 가능한 입체 이성질체들 중 하나가 된다. 알도트라이오스인 글리세르알데하이드의 경우에 한 쌍의 가능한 입체 이성질체가 있는데, 이들은 거울상 이성질체이면서 에피머이다. 알도스인 글리세르알데하이드에 상응하는 케토스인 다이하이드록시아세톤은 입체 중심을 가지지 않는 대칭 분자이다. D- 또는 L- 배치는 카보닐기로부터 가장 멀리 떨어져 있는 비대칭 탄소의 하이드록시기의 방향에 따라 정해진다. 피셔 투영식에서 하이드록시기(-OH)가 분자의 오른쪽에 있으면 D-당이고, 왼쪽에 있으면 L-당이다. "D-" 와 "L-" 접두사는 당이 편광 평면을 회전시키는 방향을 나타내는 "d-" 또는 "l-" 과 혼동되어서는 안된다.

### 고리형 및 선형 구조에서 이성질체

포도당은 선형 또는 고리형으로 존재할 수 있다.

선형 구조의 단당류에서 알데하이드 또는 케톤은 분자 내 다른 탄소의 하이드록시기와 가역적으로 반응하여 두 탄소 원자 사이에 산소를 갖는 헤테로고리 구조인 헤미아세탈 또는 헤미케탈을 형성한다. 5개의 원자를 갖는 고리는 푸라노스, 6개의 원자를 갖는 고리는 피라노스로 불리며, 이러한 고리형은 선형과 평형 상태로 존재한다.
선형에서 고리형으로 전환되는 동안, 아노머 탄소라고 불리는 카보닐 산소를 포함하는 탄소 원자는 두 가지 가능한 배치를 갖는 입체 중심이 된다. 산소 원자는 고리 평면의 위쪽이나 아래쪽에 위치할 수 있는데, 이런 식으로 가능한 입체 이성질체의 쌍을 아노머라고 한다. α-아노머에서 아노머 탄소의 -OH 치환기는 -CH2OH와 고리 평면에 대해 서로 반대쪽(트랜스)에 위치한다. -CH2OH 치환기와 아노머 탄소의 하이드록시기(-OH)가 고리 평면에 대해 서로 같은 쪽(시스)에 있는 형태는 β-아노머라고 한다.

### 생물에서의 사용
단당류는 물질대사를 위한 주요 에너지원(포도당이 가장 중요함)으로 사용되며, 생합성 과정에서도 사용된다. 세포에서 단당류를 즉각적으로 필요로 하지 않을 때, 단당류들은 종종 공간적으로 보다 효율적인 형태인 다당류로 전환된다. 사람을 포함한 많은 동물에서 저장 다당류의 형태는 글리코젠으로 특히 간과 근육에 저장된다. 식물에서 저장되는 다당류의 형태는 녹말이다. 가장 풍부하게 존재하는 탄수화물인 셀룰로스는 식물과 조류의 세포벽을 구성하는 성분이다. 리보스는 RNA를 구성하는 성분이며, 디옥시리보스는 DNA를 구성하는 성분이다. 릭소스는 사람의 심장에서 발견되는 릭소플라빈(lyxoflavin)의 성분이다. 리불로스와 자일룰로스는 오탄당 인산 경로에서 발견된다. 젖당의 구성 성분인 갈락토스는 식물 세포막의 갈락토지질과 많은 조직의 당단백질에서 발견된다. 만노스는 사람의 물질대사에서 특히 특정 단백질의 글리코실화에서 발견된다. 과당은 많은 식물과 사람에서 발견되며, 사람의 소화 과정 중 장으로 직접 흡수되어 간에서 대사되고, 정액에서도 발견된다. 곤충의 주요 당인 트레할로스는 계속적인 비행을 지원하기 위해 2분자의 포도당으로 빠르게 가수분해된다.

## 이당류

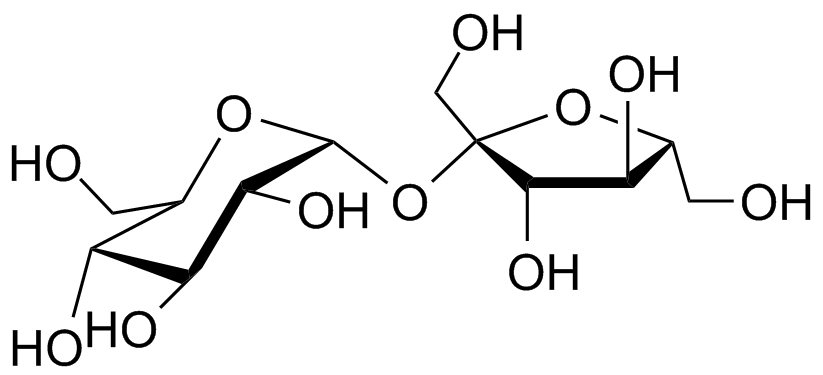
설탕으로도 알려진 수크로스는 일반적인 이당류이다. 수크로스는 D-포도당(왼쪽)과 D-과당(오른쪽)으로 구성된다.

이당류는 2분자의 단당류가 결합된 화합물로 엿당(포도당+포도당), 설탕(포도당+과당), 젖당(포도당+갈락토스)이 있다. 이당류는 글리코사이드 결합으로 연결된 2분자의 단당류로 구성되며, 하나의 단당류에서 수소 원자가 또 다른 단당류에서 하이드록시기가 탈수 반응을 통해 소실된다. 변형되지 않은 이당류의 화학식은 C12H22O11이다. 많은 종류의 이당류가 있지만, 몇 가지 이당류는 특히 주목할만 하다.
오른쪽 그림에 있는 수크로스(설탕)는 가장 풍부하게 존재하는 이당류이며, 식물에서 운반되는 탄수화물의 주요 형태이다. 수크로스는 포도당 1분자와 과당 1분자로 구성된다. 수크로스의 계통명은 α-D-글루코피라노실-(1↔2)-β-D-프럭토푸라노사이드이며, 다음의 4가지를 나타내고 있다.
- 수크로스를 구성하는 단당류: 포도당(글루코스)과 과당(프럭토스)
- 고리 유형: 포도당은 피라노스이고, 과당은 푸라노스이다.
- 어떻게 서로 연결되는가: α-D-포도당의 1번 탄소(C-1)에 있는 산소는 D-과당의 2번 탄소(C-2)와 연결된다.
- 접미사 "-oside"는 두 단당류의 아노머 탄소가 글리코사이드 결합에 참여함을 나타낸다.

젖당은 1분자의 D-갈락토스와 1분자의 D-포도당으로 구성된 이당류이며, 포유류의 젖에서 자연적으로 발견된다. 젖당의 계통명은 β-D-갈락토피라노실-(1→4)-D-글루코피라노스이다. 다른 주목할만한 이당류에는 엿당(D-글루코스 2분자가 α(1→4) 글리코사이드 결합으로 연결)과 셀로비오스(D-글루코스 2분자가 β(1→4) 글리코사이드 결합으로 연결)가 있다. 이당류는 환원성 이당류와 비환원성 이당류의 두 가지 유형으로 분류할 수 있다. 작용기가 다른 단당류와의 결합에 존재하는 경우, 환원성 이당류 또는 비오스(biose)라고 한다.

## 다당류

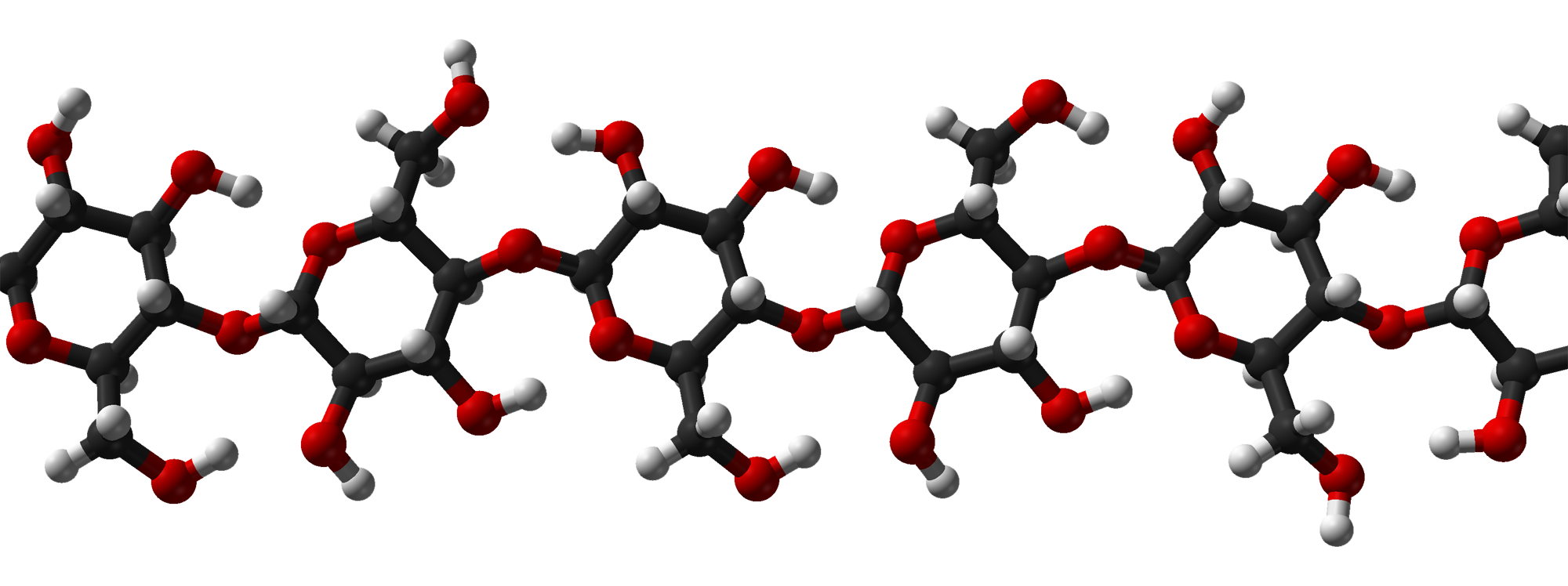
셀룰로스의 3D 구조

다당류는 단당류 분자들이 연쇄적으로 결합한 중합체이다. 녹말, 글리코젠, 셀룰로스로 구분한다. 녹말은 수만 개의 α-포도당 분자가 결합하여 생성되는데 곁가지의 유무에 따라 다시 아밀로펙틴과 아밀로스로 나누기도 한다. 대부분의 식물 세포는 에너지를 녹말의 형태로 저장한다. 동물은 대부분의 에너지를 지방의 형태로 저장하지만 간이나 근육에는 소량의 글리코젠이 들어 있다. 글리코젠의 합성과 분해는 인슐린과 글루카곤의 영향을 받는데 인슐린은 혈당량을 낮추는 작용을 하며 포도당을 글리코젠으로 바꾸고, 글루카곤은 반대로 글리코젠을 분해하여 포도당을 생성해서 혈당량을 높이는 작용을 한다. 글리코젠 또한 녹말과 같이 α-포도당 분자로 이루어져 있으나 녹말에 비해 곁가지의 수가 훨씬 더 많다. 셀룰로스는 수만 개의 β-포도당 분자가 결합하여 생성되며 대부분의 식물은 셀룰로스로 세포벽을 만든다. 사람은 셀룰로스를 분해할 수 없지만, 대부분의 초식 동물들은 장 내에 셀룰로스를 분해하는 공생 세균이 있어 이들의 도움으로 셀룰로스를 분해하여 포도당으로 분해할 수 있다. 소 안에 들어있는 세균은 셀룰로스를 분해하여 최종적으로 메탄 가스를 생성하기 때문에, 일부 과학자들은 소의 트림이 메탄 가스 생성의 주 원인이라고 주장하고 있다. 셀룰로스는 녹말이나 글리코젠과는 달리 곧은 사슬 형태로만 존재한다. 또한 셀룰로스는 물 분자를 잘 흡수하는데, 이는 섬유소가 변비를 해소하는 데 중요한 역할을 하는 것과 관련이 있다.

## 영양

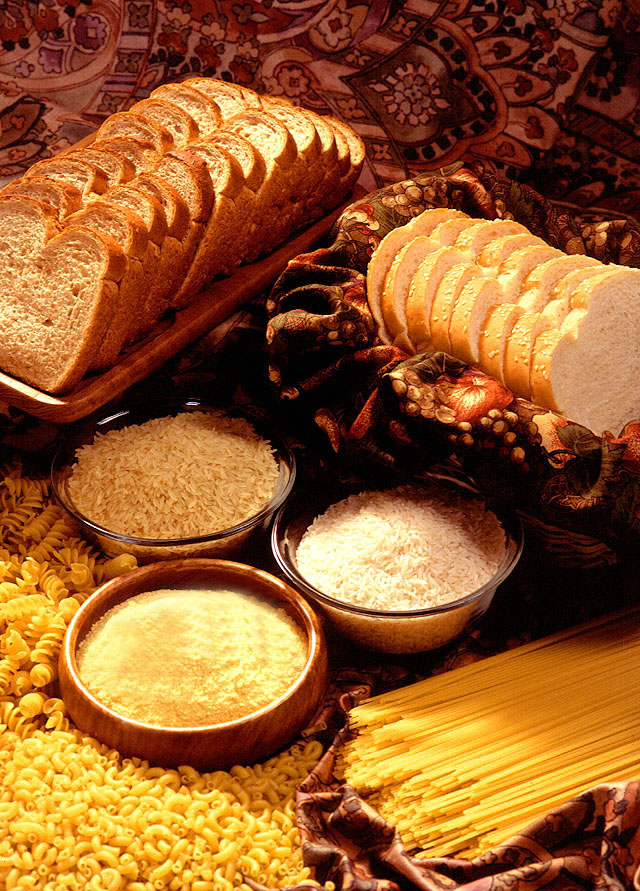
탄수화물은 곡물에 다량으로 함유되어 있다.

음식에서 섭취하는 탄수화물은 단순당인 경우 3.87 kcal/g의 에너지를, 복합 탄수화물의 경우 3.57~4.12 kcal/g의 에너지를 생산한다. 상대적으로 높은 양의 탄수화물은 과자, 쿠키, 사탕, 설탕, 벌꿀, 청량음료, 빵, 크래커, 잼, 과일 가공품, 파스타, 시리얼을 포함한 가공 식품이나 식물로 만든 정제 식품과 관련된다. 낮은 함량의 탄수화물은 콩, 괴경, 쌀, 과일과 같은 정제되지 않은 음식과 관련이 있다. 우유가 젖당을 많이 함유하고 있지만, 동물성 식품은 일반적으로 탄수화물 함량이 가장 낮다.
생물은 일반적으로 에너지를 생산하기 위해 모든 종류의 탄수화물을 대사할 수는 없다. 포도당은 거의 보편적이며 접근가능한 에너지원이다. 많은 생물들은 다른 단당류들과 이당류들을 대사할 수 있지만, 포도당을 가장 먼저 대사에 이용한다. 예를 들어, 대장균(Escherichia coli)에서는 젖당 오페론이 존재할 때 젖당 분해 효소를 발현시키지만, 젖당과 포도당 둘 다 존재하면 젖당 오페론이 억제되어 포도당이 먼저 사용된다. 또한 다당류는 일반적인 에너지원이다. 많은 생물들은 녹말을 포도당으로 쉽게 분해할 수 있다. 그러나 대부분의 생물들은 셀룰로스 또는 키틴, 아라비노자일란과 같은 다른 다당류들을 대사할 수 없다. 이러한 탄수화물들은 일부 세균과 원생생물에 의해 대사될 수 있다. 예를 들어 반추동물과 흰개미는 셀룰로스를 분해하는 데에 미생물을 이용한다. 이러한 복합 탄수화물은 잘 소화되지 않더라도 식이 섬유라고 불리며, 사람에서 중요한 식이 요소이다. 식이 섬유는 소화 기능을 향상시키는 등의 이점이 있다.
건강한 중년 성인의 심장 질환 및 비만의 위험에 대한 결과를 토대로 미국 국립 의학아카데미는 미국과 캐나다 성인이 곡물 탄수화물로부터 음식 에너지의 45~65%를 섭취할 것을 권장한다. 세계식량농업기구(FAO)와 세계보건기구(WHO)는 식이 가이드라인이 전체 에너지의 55~75%를 탄수화물로부터 얻는 것을 목표로 하고 있지만, 당(단순 탄수화물 기준)으로부터 직접적으로 얻는 것은 10%만이 목표라고 밝혔다. 2017년 코크란 라이브러리(Cochrane Library)는 전체 곡물 식이가 심혈관 질환에 영향을 줄 수 있다는 주장을 뒷받침하는 증거가 충분하지 않다고 결론지었다.

### 유형
영양학자들은 종종 탄수화물을 단순 탄수화물 또는 복합 탄수화물로 지칭한다. 그러나 이들 그룹 간의 정확한 구분은 모호할 수 있다. 복합 탄수화물이란 용어는 미국 상원 영양 특별위원회에서 발표한 미국의 식이 목표(1977년)라는 보고서에서 최초로 사용되었으며, 당과 다른 탄수화물들(영양적으로 우수한)을 구별하기 위해 사용되었다. 그러나 이 보고서는 다당류뿐만 아니라 당을 포함하고 있음에도 불구하고 복합 탄수화물에 "과일, 채소, 곡물"을 포함시켰다. 이러한 혼란은 오늘날 일부 영양학자들이 복합 탄수화물이라는 용어를 섬유, 비타민, 무기염류가 발견되는 모든 음식에 존재하는 소화성 당류(에너지를 제공하지만 다른 영양소는 거의 공급하지 않는 탄수화물)을 일컫는 용어로 사용함에 따라 지속되고 있다. 그러나 표준적인 사용법은 탄수화물을 화학적으로 분류하는 것이다. 당(단당류와 이당류)인 경우 단순 탄수화물이고, 다당류(또는 올리고당)인 경우 복합 탄수화물이다.
어떤 경우든 단순 탄수화물과 복합 탄수화물을 화학적으로 구분하는 것은 탄수화물의 영양 품질을 결정하는데 거의 가치가 없다. 일부 단순 탄수화물(예: 과당)은 혈당을 천천히 올리는 반면 일부 복합 탄수화물(예: 녹말)은 특히 가공되었을 경우에 혈당을 빠르게 상승시킨다. 소화 속도는 탄수화물과 함께 섭취되는 다른 영양소들, 음식의 준비 방법, 물질대사의 개인차, 탄수화물의 화학적 성질을 비롯한 다양한 요인들에 의해 결정된다.
미국 농무부의 2010 미국인을 위한 식이 가이드라인은 하루에 170g의 통곡물을 포함한 균형잡힌 식단에서 탄수화물의 소비를 요구한다.
혈당지수와 혈당부하는 사람의 소화 과정동안 음식물의 작용을 특징짓기 위해 개발되었다. 혈당량에 미치는 영향의 신속성과 중요성을 토대로 하여 탄수화물이 풍부한 음식물의 순위를 정한다. 혈당지수는 음식물의 포도당이 얼마나 빨리 흡수되는지를 측정하는 것이며, 혈당부하는 음식물에서 흡수될 수 있는 포도당의 전체량을 측정하는 것이다. 인슐린 지수는 음식물 내의 포도당(또는 녹말) 및 일부 아미노산으로 인해 발생하는 혈액 중 인슐린 수치에 대한 영향을 토대로 음식물의 순위를 매기는 보다 최근의 분류 방법이다.

### 식이 탄수화물 일부 제한의 효과
탄수화물은 생물에서 일반적인 에너지원이다. 사람은 단백질과 지방으로부터 필요한 에너지를 모두 얻을 수 있지만, 극단적인 탄수화물 제한으로 인해 건강에 미칠 수 있는 잠재적인 영향은 여전히 광범위하게 연구되지 않은 채로 남아있다. 그러나 식이 섬유의 경우(에너지원이 아닌 소화되지 않는 탄수화물) 부적절한 섭취는 사망률을 현저하게 증가시킬 수 있다.
며칠 동안 매우 적은 양의 탄수화물로 구성된 식이 요법을 하면 일반적으로 단백질 함량이 유사한 같은 칼로리의 식단보다 혈액 중 케톤체 수가 많아진다. 혈액 중 비교적 높은 농도의 케톤체가 존재하면 일반적으로 케톤증이라 하며, 당뇨병성 케톤산증으로 알려진 제1형 당뇨병 환자에서 종종 볼 수 있는 치명적인 상태와 혼동되기 쉽다. 케톤산증을 앓게 되면 고혈당, 탈수, 전해질의 불균형과 함께 훨씬 높은 농도의 혈액 내 케톤체를 가지게 된다.
긴 사슬 지방산은 혈액뇌장벽을 통과할 수 없지만, 간에서 이들을 분해하여 케톤체를 생성할 수 있다. 그러나 중간 사슬 지방산인 옥탄산과 헵탄산은 혈액뇌장벽을 통과하여 뇌에서 사용될 수 있는데, 일반적으로 뇌는 에너지를 생성하는데 포도당을 사용한다. 사람은 포도당신생합성을 통해 특정 아미노산 및 트라이글리세라이드의 글리세롤 골격으로부터 포도당을 합성할 수 있다.

## 물질대사
탄수화물 대사는 생물체 내에서 탄수화물의 생성, 분해 및 상호전환에 관여하는 다양한 생화학적 과정을 의미한다.
가장 중요한 탄수화물은 거의 모든 생물에서 대사되는 단당류인 포도당이다. 포도당과 다른 탄수화물들의 대사는 생물종 전체에 걸쳐 다양한 대사경로들의 일부이다. 식물은 광합성에 의해 이산화 탄소와 물로부터 탄수화물을 합성하고, 보통 녹말 또는 지질의 형태로 저장한다. 식물에 저장된 탄수화물은 동물과 균류에 의해 소비되고, 세포 호흡을 위한 연료로 사용된다. 1 g의 탄수화물이 산화되면 약 4 kcal의 에너지가 생성되고, 1 g의 지방이 산화되면 약 9 kcal의 에너지가 생성된다. 인체는 체중에 따라 300 ~ 500 g의 탄수화물을 저장하고, 저장 공간의 상당 부분을 골격근이 차지한다. 물질대사(예: 포도당의 산화)로부터 얻은 에너지는 일반적으로 ATP의 형태로 세포 내에 일시적으로 저장된다. 생물은 포도당과 산소를 대사하여 부산물로 이산화 탄소와 물을 생성하면서 에너지를 방출하는 산소 호흡이나 무산소 호흡을 할 수 있다.

### 이화작용
이화작용은 세포가 더 큰 분자를 더 작은 분자로 분해하면서 에너지를 방출하는 대사 반응이다. 단당류는 해당과정 및 시트르산 회로를 거치면서 대사될 수 있다.
해당과정에서 올리고당류, 다당류들은 먼저 글리코시데이스라고 불리는 효소에 의해 단당류로 분해된다. 단당류는 단당류의 분해 대사에 이용될 수 있다. 2 ATP는 해당과정의 초기 단계인 에너지 투자기에서 포도당을 포도당 6-인산으로 인산화 및 과당 6-인산을 과당 1,6-이중인산으로 인산화시키는데 사용되어 반응의 진행 방향을 비가역적으로 만든다. 사람의 경우에서와 같이 특정 탄수화물을 대사시킬 수 있는 효소가 없는 경우도 있기 때문에 모든 탄수화물을 이용할 수 있는 것은 아니다.

## 탄수화물 화학
탄수화물 화학(carbohydrate chemistry)은 유기화학 분야 중에서 큰 부분이며 경제적으로 중요한 분야이다. 탄수화물과 관련된 주요 유기 반응은 다음과 같다.
- 아마도리 전위
- 네프 반응
- 볼 분해

## 같이 보기
- 바이오플라스틱
- 발효
- 당생물학
- 당지질
- 글리콤
- 글리코믹스
- 글리코실기
- 고분자
- 저탄수화물 식이요법
- 오탄당 인산 경로
- 광합성
- 저항성 녹말
- 당산
- 탄수화물의 핵자기공명분광법

## 참고자료
- “Compolition of foods raw, processed, prepared” (PDF). United States Department of Agriculture. September 2015. 2016년 10월 30일에 확인함.